# Abbuoto
L'abbuoto és un cep de raïm negre originari de Frosinone (Laci, Itàlia central). Els raïms són de mida mitjana, irregulars i poc compactes. Les baies són rodones, de mida mitjana a gran i pell gruixuda. També és conegut com a cecubo, degut a la creença errònia que l’abbuoto era la varietat amb la qual s'elaborava el famós vi caecubum, un dels millors vins romans de l’època segons Plini el Vell o Horaci. Historiadors i experts en vi com les angleses Jancis Robinson i Julia Harding o el biòleg suís José Vouillamoz assenyalen que la connexió és probablement errònia, ja que la varietat caecubum era blanca.

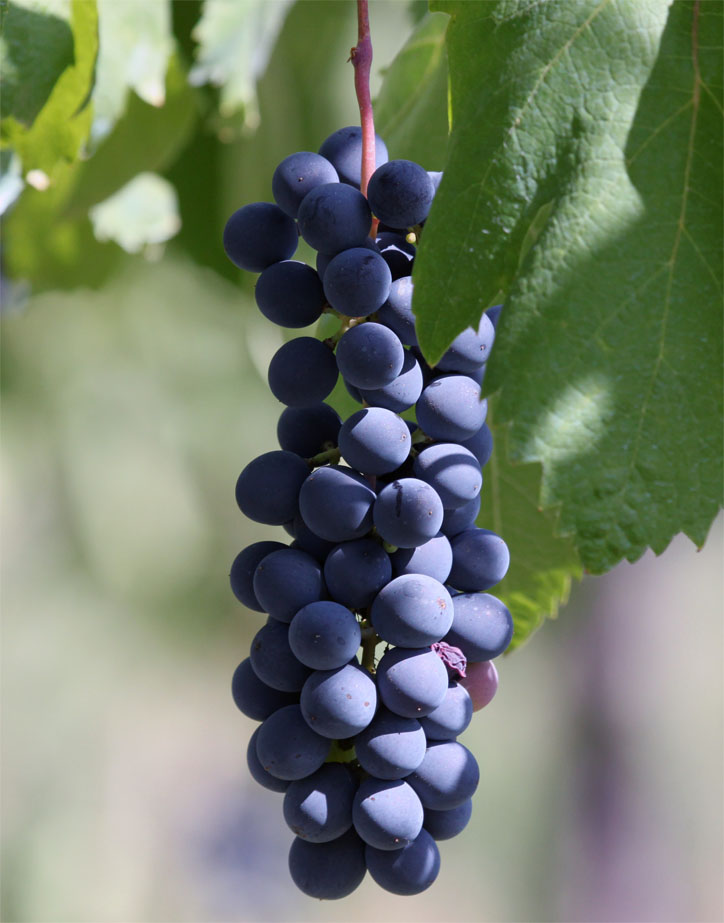
Piedirosso, un dels possibles progenitors de l'abbuoto.

 El perfil d’ADN no ha revelat definitivament l’origen de l’abbuoto. Un estudi del 2010 realitzat per un grup de recerca italià va suggerir que la varietat podria ser un encreuament natural de les varietats negres piedirosso i casavecchia, però els resultats de la mateixa investigació també van especular que la relació entre l’abbuoto i la casavecchia es podria invertir amb la casavecchia com a encreuament entre l’abbuoto i la malvasia bianca di Candia.

## Ampelografia
És una varietat de maduració mitjana i de rendiment irregular.
Està catalogada amb el número 7 al Vitis International Variety Catalogue (VIVC), una base de dades de diverses espècies i varietats del gènere Vitis.

## Característiques agronòmiques
Es cultiva principalment a la regió del Laci, majoritàriament als municipis de Fiuggi, Fondi, Formia, Monte San Biagio i Terracina. També té presència a la Campània, al voltant de Sessa Aurunca, on es barreja sovint amb les varietats negres piedirosso i primitivo.

## Característiques enològiques
Proporciona vins amb cos, alcohòlics i amb bon potencial d’envelliment, però amb tendència a perdre ràpidament el seu color. S'acostuma a barrejar amb altres varietats.

## Sinonímies
Aboto i Cecubo.